# Cernea Sârbească
Cernea Sârbească și Cernea Nemțească (în sârbă Srpska Crnja, în maghiară Csernye és Németcsernye, în germană Serbisch-Zerne und Deutsch-Zerne) este o localitate în Districtul Banatul Central, Voivodina, Serbia.
Este o localitate de frontieră situată în vecinătatea orașului Jimbolia, punct de trecere a frontierei între Serbia de România. 

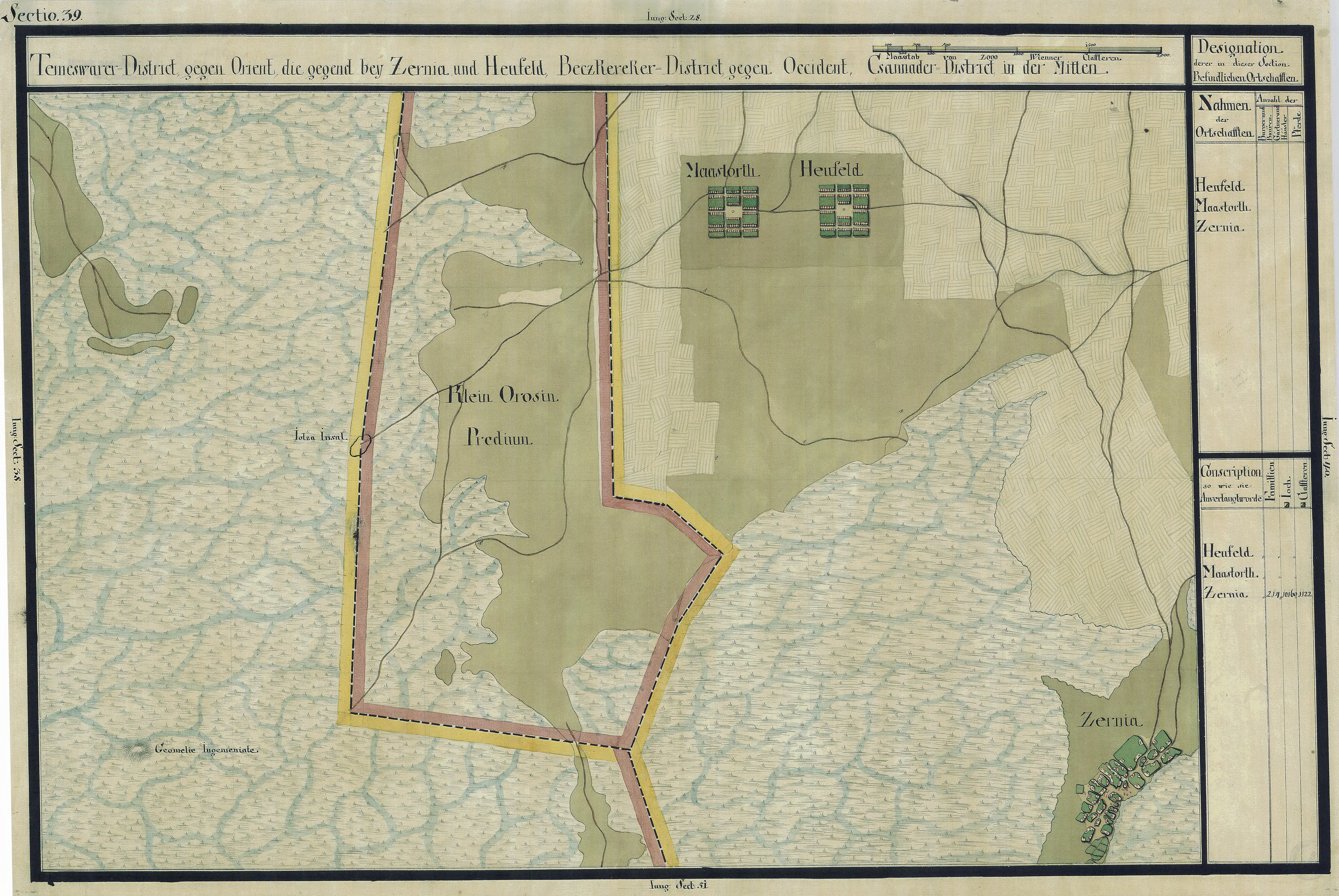
Zernia în Harta Iosefină a Banatului, 1769-72

## Personalități
- Đura Jakšić (1832-1878), pictor